# Yusuke Kobayashi (fodboldspiller, født 1983)
 For alternative betydninger, se Yusuke Kobayashi. (Se også artikler, som begynder med Yusuke Kobayashi)
Yusuke Kobayashi (født 16. oktober 1983) er en tidligere japansk fodboldspiller.
Han har spillet for flere forskellige klubber i sin karriere, herunder Fagiano Okayama.